# Roadracing-VM 1975
Roadracing-VM 1975 kördes över tolv omgångar, men ingen av klasserna deltog i samtliga omgångar.
| Klass   | Mästare individuellt         | Mästare konstruktörer |
| ------- | ---------------------------- | --------------------- |
| 500GP   | Giacomo Agostini             | Yamaha                |
| 350GP   | Johnny Cecotto               | Yamaha                |
| 250GP   | Walter Villa                 | Harley Davidson       |
| 125GP   | Paolo Pileri                 | Morbidelli            |
| 50GP    | Ángel Nieto                  | Kreidler              |
| Sidvagn | Rolf Steinhausen/Josef Huber | Busch/König           |

## 1975 års Grand Prix-kalender
| Omgång | Datum | Grand Prix      | Bana            | Segrare 50cc         | Segrare 125cc   | Segrare 250cc   | Segrare 350cc     | Segrare 500cc    | Segrare Sidvagn          |
| ------ | ----- | --------------- | --------------- | -------------------- | --------------- | --------------- | ----------------- | ---------------- | ------------------------ |
| 1      | 30/3  | Frankrike       | Paul Ricard     |                      | Kent Andersson  | Johnny Cecotto  | Johnny Cecotto    | Giacomo Agostini | Schmid/Jean-Petit-Matile |
| 2      | 20/4  | Spanien         | Jarama          | Ángel Nieto          | Paolo Pileri    | Walter Villa    | Giacomo Agostini  |                  |                          |
| 3      | 4/5   | Österrike       | Salzburgring    |                      | Paolo Pileri    |                 | Hideo Kanaya      | Hideo Kanaya     | Steinhausen/Huber        |
| 4      | 11/5  | Västtyskland    | Hockenheimring  | Ángel Nieto          | Paolo Pileri    | Walter Villa    | Johnny Cecotto    | Giacomo Agostini | Biland/Freiburghaus      |
| 5      | 18/5  | Nationernas GP  | Imola           | Ángel Nieto          | Paolo Pileri    | Walter Villa    | Johnny Cecotto    | Giacomo Agostini | Inställt                 |
| 6      | 1-7/6 | Isle of Man TT  | Mountain course |                      |                 | Chas Mortimer   | Charlie Williams  | Mick Grant       | Steinhausen/Huber        |
| 7      | 28/6  | TT Assen        | Assen           | Ángel Nieto          | Paolo Pileri    | Walter Villa    | Dieter Braun      | Barry Sheene     | Schwärzel/Huber          |
| 8      | 6/7   | Belgien         | Spa             | Julien van Zeebroeck | Paolo Pileri    | Johnny Cecotto  |                   | Phil Read        | Steinhausen/Huber        |
| 9      | 20/7  | Sverige         | Anderstorp      | Eugenio Lazzarini    | Paolo Pileri    | Walter Villa    |                   | Barry Sheene     |                          |
| 10     | 27/7  | Finland         | Imatra          | Ángel Nieto          |                 | Michel Rougerie | Johnny Cecotto    | Giacomo Agostini |                          |
| 11     | 24/8  | Tjeckoslovakien | Brno            |                      | Leif Gustafsson | Michel Rougerie | Otello Buscherini | Phil Read        | Schwärzel/Huber          |
| 12     | 21/9  | Jugoslavien     | Opatija         | Ángel Nieto          | Dieter Braun    | Dieter Braun    | Pentti Korhonen   |                  |                          |

## 500GP
Giacomo Agostini tog sin åttonde och sista VM-titel körande för Yamaha. Det var första gången en tvåtaktare vann 500cc-klassen i VM. Phil Read körde sin sista hela säsong och slutade på andra plats för MV Agusta.

### Delsegrare
| Bana              | Vinnare          | Märke     |
| ----------------- | ---------------- | --------- |
| Paul Ricard       | Giacomo Agostini | Yamaha    |
| Salzburgring      | Hideo Kanaya     | Yamaha    |
| Hockenheim        | Giacomo Agostini | Yamaha    |
| Imola             | Giacomo Agostini | Yamaha    |
| Isle of Man       | Mick Grant       | Kawasaki  |
| Assen             | Barry Sheene     | Suzuki    |
| Spa-Francorchamps | Phil Read        | MV Agusta |
| Anderstorp        | Barry Sheene     | Suzuki    |
| Imatra            | Giacomo Agostini | Yamaha    |
| Brno              | Phil Read        | MV Agusta |

### Slutställning
| Plats | Förare           | Märke     | Poäng |
| ----- | ---------------- | --------- | ----- |
| 1     | Giacomo Agostini | Yamaha    | 84    |
| 2     | Phil Read        | MV Agusta | 76    |
| 3     | Hideo Kanaya     | Yamaha    | 45    |
| 4     | Teuvo Länsivuori | Suzuki    | 40    |
| 5     | John Williams    | Yamaha    | 32    |
| 6     | Barry Sheene     | Suzuki    | 30    |
| 7     | Alex George      | Yamaha    | 30    |
| 8     | John Newbold     | Suzuki    | 24    |
| 9     | Armando Toracca  | MV Agusta | 24    |
| 10    | Jack Findlay     | Suzuki    | 23    |